# Zlogona vas
Zlogona vas – wieś w Słowenii, w gminie Oplotnica. W 2018 roku liczyła 44 mieszkańców.